# Made of Bricks
Made of Bricks és el primer àlbum de la cantautora britànica Kate Nash, llançat al mercat el 6 d'agost de 2007 per Fiction Records.
Va ser al número 1 de les llistes del Regne Unit.

## Pistes
1. "Play" - 1:11
2. "Foundations" - 4:05
3. "Mouthwash" - 5:01
4. "Dickhead" - 3:42
5. "Birds" - 4:25
6. "We Get On" - 4:34
7. "Mariella" - 4:15
8. "Shit Song" - 3:05
9. "Pumpkin Soup" - 2:59
10. "Skeleton Song" - 5:07
11. "Nicest Thing" - 4:05
12. "Merry Happy/Little Red" - 13:10

### Pista Addicional del Regne Unit
- "A Is For Asthma" - 2:37